# Непі
Непі (італ. Nepi) — муніципалітет в Італії, у регіоні Лаціо,  провінція Вітербо.
Непі розташоване на відстані близько 45 км на північ від Рима, 28 км на південний схід від Вітербо.

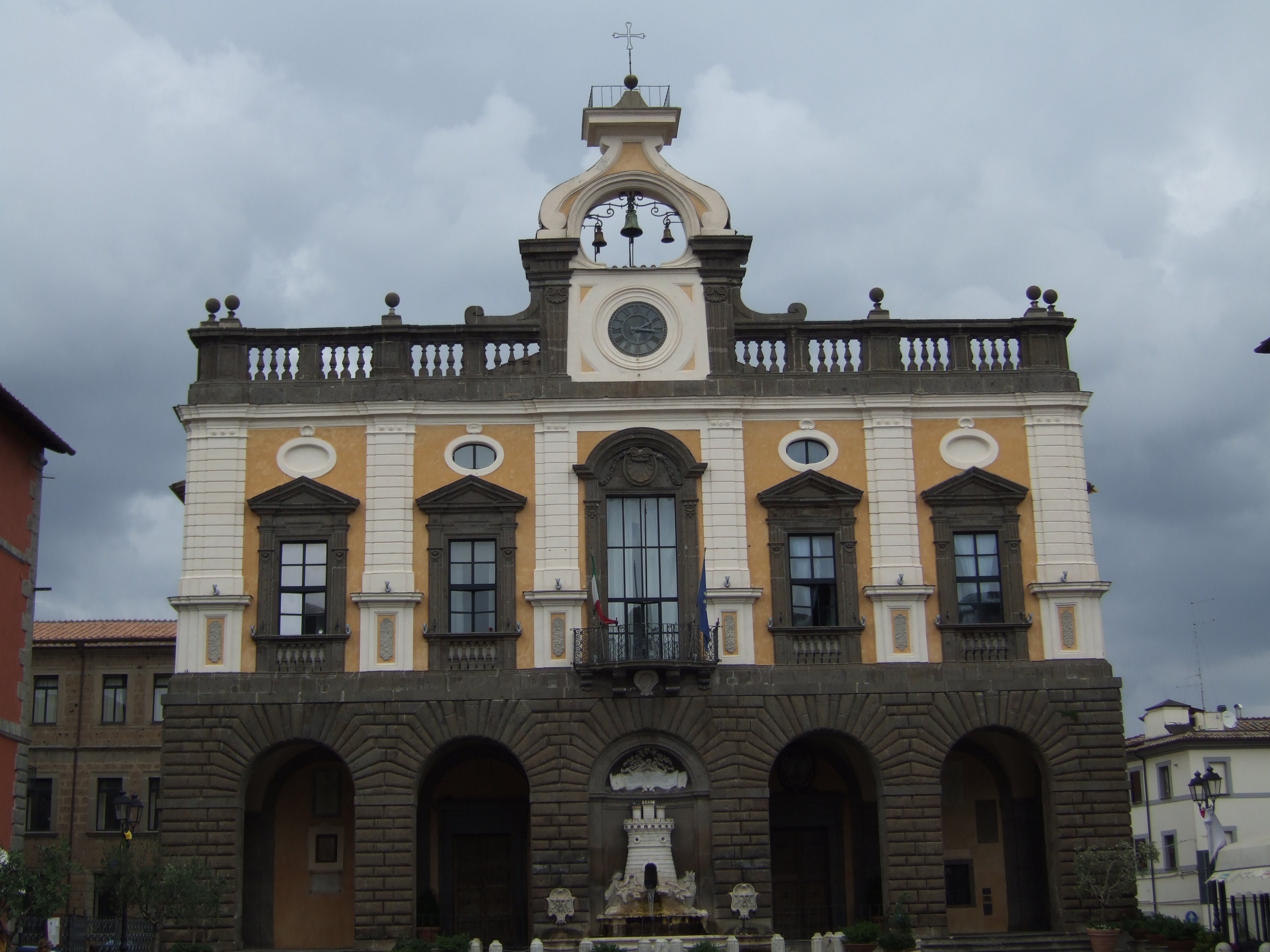

Населення — 9713 осіб (2014).

## Демографія
Населення за роками:

Станом на 1 січня 2023 року в муніципалітеті офіційно проживало 929 іноземців з 59 країн, серед них 569 громадян країн Євросоюзу та 34 громадяни України.

## Сусідні муніципалітети
- Кампаньяно-ді-Рома
- Капрарола
- Карбоньяно
- Кастель-Сант'Елія
- Фабрика-ді-Рома
- Маццано-Романо
- Монтерозі
- Рончильйоне
- Сутрі
- Тревіньяно-Романо